# 벌교여자중학교
벌교여자중학교(筏橋女子中學校)는 대한민국 전라남도 보성군 벌교읍 벌교리에 있는 공립 중학교이다.

## 학교 연혁
- 1967년 3월 6일 : 벌교여자중학교 개교 (2개 학급)
- 1969년 4월 1일 : 봉림리 산 17번지 신축교사로 이전 (현 벌교중)
- 1971년 2월 26일 : 벌교북초등학교로 이전 (현 교지)
- 2022년 3월 1일 : 제21대 이숙 교장 부임
- 2025년 1월 10일 : 제56회 졸업 25명 (총 11,765명)

## 참고 자료
- 벌교여자중학교 - 한국교육학술정보원 학교알리미